# 抽象語法樹
```
while
 
b
 
≠
 
0
:

    
if
 
a
 
>
 
b
:

        
a
 
:=
 
a
 
-
 
b

    
else
:

        
b
 
:=
 
b
 
-
 
a

return
 
a

```

下列輾轉相除法編程碼的抽象語法樹:

在计算机科学中，抽象语法树（Abstract Syntax Tree，AST），或简称语法树（Syntax tree），是源代码语法结构的一种抽象表示。它以树状的形式表现编程语言的语法结构，树上的每个节点都表示源代码中的一种结构。之所以说语法是“抽象”的，是因为这里的语法并不会表示出真实语法中出现的每个细节。比如，嵌套括号被隐含在树的结构中，并没有以节点的形式呈现；而类似于 if-condition-then 这样的条件跳转语句，可以使用带有三个分支的节点来表示。
和抽象语法树相对的是具体语法树（通常称作分析树）。一般的，在源代码的翻译和编译过程中，語法分析器创建出分析树，然后从分析树生成AST。一旦AST被创建出来，在后续的处理过程中，比如语义分析阶段，会添加一些信息。